# الخط الأول
الخط الأول، هو خط طباعي جديد أطلقته وزارة الثقافة السعودية في 16 أبريل 2025 مع الخط السعودي بهدف إحياء روح الخط العربي المستلهم من أقدم النقوش والمصاحف، وتعزيز حضوره في العصر الرقمي، بما ينسجم مع مستهدفات رؤية السعودية 2030 في الاهتمام باللغة العربية والفنون والثقافة. ويعكس الخط الأول روح الخط العربي في بداياته الأولى، مع المحافظة على طابعه الأصلي المستمد من النقوش القرآنية، والتركيز على الليونة وسهولة الاستخدام.

## تطوير الخط الأول
طور الخط الأول والخط السعودي استنادًا إلى دراسة علمية دقيقة للنقوش الصخرية القديمة، والمصاحف الإسلامية المبكرة، إذ يحلل قواعد الكتابة والبنية الجمالية للحرف العربي كما ظهر في القرن الأول الهجري، ما مكن الباحثين والمصممين من صياغة قواعد كتابية جديدة تمثل هذا التراث العريق في قالب معاصر ومرقمن.
وتم رقمنة الخطين وفق معايير تصميم احترافية تضمنت تحديد أبعاد الحروف، وإضافة التشكيل، والنقاط، وعلامات الترقيم، مع تطوير وزنين مختلفين (عادي وعريض) لكل خط، لتمكين استخدامه على منصات متعددة لأكثر من 100 مليون مستخدم حول العالم.
واستُلهِم مشروع الخطين من نقوش أثرية ومصاحف محفوظة في مكتبات عالمية مثل “عربي 330” و”عربي 331”، إلى جانب النقوش الصخرية الواقعة بين مكة المكرمة والمدينة المنورة، حيث أظهرت التحليلات تشابهًا لافتًا في الهوية البصرية وأسلوب الكتابة.
شارك في تنفيذ الخطين عدة خبراء محليين ودوليين ضمن فريق الباحثين المسهمين بالمشروع، بدعمٍ من الهيئة السعودية للملكية الفكرية، ودارة الملك عبدالعزيز، ومبادرة مركز الأمير محمد بن سلمان العالمي للخط العربي، ونُفذت وفق خمس مراحل تضمّنت أدوارًا بحثية متعددة شملت البحث والتحليل من خلال الزيارات الميدانية، واستخلاص وتحليل النصوص، وتطوير النماذج الأولية، وإعادة رسم الخط، وتكوين القواعد الكتابية، وتطوير القواعد الجمالية، والنسب للحروف، إضافةً إلى تطوير التطبيقات وأساليب الخط، ثم المراجعة والتقييم النهائي، ليخرج المشروع بمجموعةٍ من المخرجات منها تطوير الخط العربي بهويته الأولى، وترقيمه عبر تطبيقات الخط المؤصل، ورسم هذا الخط، ووضع قواعد فنية وجمالية له، ووضع أبجدية فنية تعليمية لأصول الخط، وقواعده البسيطة، ورقمنته، وتوفيره.